# Sitamarhi

Stadens och distriktets läge i Bihar.

Sitamarhi är en stad i den indiska delstaten Bihar, och är huvudort för ett distrikt med samma namn. Folkmängden uppgick till 67 818 invånare vid folkräkningen 2011, med förorter 106 093 invånare.